# Activity
Activity, född 11 juni 1988 i Kungsbacka i Kalmar län, är en svensk varmblodig travhäst som tävlade mellan 1993 och 1997. Han tränades av Bengt Hansson och kördes av Anders Lindqvist eller Thomas Uhrberg. Under tävlingskarriären sprang han in 10,9 miljoner kronor på 156 starter, varav 32 segrar, 20 andraplatser och 32 tredjeplatser.

## Karriär
Activity började sin karriär som treåring utan några större framgångar. När han var fyra år började resulutaten komma, och han kom bland annat tvåa i Svenskt Travderby. Som äldre travare segrade han i flera storlopp i Europa. Activity tog karriärens största segrar i Svenskt mästerskap (1995, 1996), Elite-Rennen (1995), Prix Chambon P (1995), Prix des Ducs de Normandie (1995), Prix du Plateau de Gravelle (1995) och Prix du Luxembourg (1995). Han segrade även i storloppsserien World Cup Trot (1995).
Bland hans större meriter räknas även andraplatsen i Svenskt Travderby (1992) tredjeplatserna i Sweden Cup (1994), Jubileumspokalen (1995), Prix René Ballière (1995) och Grand Prix du Sud-Ouest (1997).